# 孙勍
孙勍（?—?），十六国后燕大臣，官至侍中。
辅国将军李旱平定辽西郡太守李郎，从辽西令支（今河北省迁安市西）还军，听说慕容盛杀死他的部将卫双，害怕，弃军逃走。既而回来认罪，慕容盛恢复他的爵位。对侍中孙勍说：“李旱统领三军之任，担负专征之重，不能执符节为败军而死，无故逃亡，按军法，是不赦之罪。但是当先帝（慕容宝）避难的时候，众人都怀有背叛的念头，骨肉忘其亲，股肱失忠节，李旱以受过刑罚的身体，效力尽命，至为忠诚，精贯白日。朕于是记录他忘身之功，免去他如山丘一样的大罪。”